# Acasto (filho de Medonte)
Acasto, filho de Medonte, foi o segundo arconte vitalício de Atenas, sucedendo a seu pai, Medonte, filho de Codro, o último rei de Atenas. Ele governou de 1049 a 1013 a.C..

## Família
Codro, filho de Melanto, filho de Andropompo, era o rei de Atenas durante as invasões dóricas, e sacrificou-se para salvar Atenas: o Oráculo de Delfos havia previsto que os heráclidas conquistariam Atenas se seu rei não fosse morto, então ele se disfarçou, provocou os invasores e foi morto por eles. Atenas aboliu o título de rei e passou a ser governada por arcontes, sendo o primeiro Medonte, filho de Codro.

## Arconte de Atenas
Em Atenas, até a morte de Codro, havia dois magistrados importantes: o basileu (rei) e o polemarco, o comandante das forças militares.[carece de fontes?] Com Medonte, foi introduzido o cargo de arconte, inicialmente vitalício, mas depois passou para o período de dez anos.
Segundo Aristóteles, alguns historiadores consideram que o cargo de arconte foi instituído com Acasto, filho de Medonte. A evidência para isto é que os nove arcontes faziam o seu juramento dizendo "como nos tempos de Acasto", o que poderia indicar que foi na época de Acasto que os descendentes de Codro renunciaram à realeza.

## Sucessão
Ele morreu em 1013 a.C. e foi sucedido, como arconte de Atenas, por seu filho Arquipo.